# Spreading the Disease
Spreading The Disease – drugi album studyjny thrashmetalowego zespołu Anthrax, wydany w październiku 1985 roku (w USA).
W Stanach Zjednoczonych wydany przez Megaforce Worldwide i Island Records.
Poza Stanami wydany w marcu 1986 przez Island Records i wytwórnie zależne (MFN, Ariola, Polystar).
Z płyty wydano singel Madhouse.

## Twórcy
- Joey Belladonna - śpiew
- Dan Spitz - gitara elektryczna
- Scott Ian - gitara elektryczna
- Frank Bello - gitara basowa
- Charlie Benante - perkusja

## Lista utworów
1. "A.I.R." - 5:45 (Anthrax)
2. "Lone Justice" - 4:36 (Anthrax)
3. "Madhouse" - 4:19 (Anthrax)
4. "S.S.C./Stand or Fall" - 4:08 (Anthrax)
5. "The Enemy" - 5:25 (Anthrax)
6. "Aftershock" - 4:28 (Anthrax)
7. "Armed and Dangerous" - 5:43 (Turbin)
8. "Medusa" - 4:44 (Zazula)
9. "Gung-Ho" - 4:34 (Turbin)

## Pozycje na listach
| Lista         | Kraj              | Pozycja |
| ------------- | ----------------- | ------- |
| Billboard 200 | Stany Zjednoczone | 113     |